# Scott Hall
Scott Oliver Hall (ur. 20 października 1958 w Hrabstwie St. Mary’s, Maryland, zm. 14 marca 2022 w Marietta, Georgia) – amerykański wrestler, bardziej znany jako Razor Ramon (World Wrestling Federation) oraz jako Diamond Studd, a także spod własnego imienia i nazwiska w World Championship Wrestling. Czterokrotny posiadacz tytułu WWF Intercontinental Championship, dwukrotny WCW United States Heavyweight Champion, posiadacz (jednokrotny) tytułu WCW World Television Championship oraz siedmiokrotny zdobywca mistrzostwa drużynowego WCW World Tag Team Championship. Członek jednej z największych stajni w wrestlingu – New World Order (nWo); dwukrotnie wprowadzony do galerii sław WWE Hall of Fame – w 2014 indywidualnie oraz w 2021 (za rok 2020) jako część stajni New World Order.

## Kariera

### Wczesne życie, początki w wrestlingu, różne federacje (1958 – 1991)
Dorastał w niemieckim Monachium – tam też uczęszczał do szkoły, ze względu na służbę wojskową jego ojca w RFN. W 1984 zadebiutował w wrestlingu w federacji Championship Wrestling from Florida (CWF). W kolejnych latach występował w American Wrestling Association (AWA), World Wrestling Federation (WWF) – gdzie dwukrotnie był wypróbowywany oraz w World Championship Wrestling (WCW). Do 1991 występował w New Japan Pro-Wrestling, Catch Wrestling Association (CWA) i portorykańskiej World Wrestling Council (WWC).

### Powrót do World Championship Wrestling i World Wrestling Federation (1991 – 1996)
W 1991 pojawił się z powrotem w World Championship Wrestling, gdzie przyjął gimmick The Diamond Studd, a jego menedżerem został Diamond Dallas Page. W 1992 znalazł się w World Wrestling Federation jako Razor Ramon odgrywając gimmick kubańsko-amerykańskiego zabijakę z Miami – postać wzorowaną na połączeniu cech Tony’ego Montany i Manny’ego Ribery z filmu Człowiek z blizną. W tym samym czasie zaczął używać nicku The Bad Guy przedstawiając się publiczności poprzez hasło Say hello to The Bad Guy, co było nawiązaniem do cytatu Tony’ego Montany z filmu Człowiek z blizną (Say hello to my little friend). W 2022 magazyn o tematyce wrestlingu Inside the Ropes określił postać Razor Ramona jako „zarozumiałą i fajną”. Początkowo od maja 1992 WWF wypuszczała winiety zwiastujące pojawienie się Razor Ramona, by ostatecznie wystawić go do debiutu telewizyjnego w programie WWF Superstars w sierpniu 1992.
We wrześniu 1993 pokonał w finałowej walce podczas 20-osobowego battle royal matchu o zwakowany tytuł WWF Intercontinental Championship Ricka Martela. W kwietniu 1993 stracił tytuł na rzecz Diesela by odzyskać go ponownie na gali SummerSlam (1993). Następnie uwikłał się w rywalizację z Shawnem Michaelsem o ten tytuł by wykazać, który z nich jest niekwestionowanym mistrzem interkontynentalnym. Na gali WrestleMania X Ramon pokonał Michaelsa w ladder matchu o to mistrzostwo – walka otrzymała również wyróżnienie jako Walka roku 1994 według magazynu Pro Wrestling Illustrated oraz otrzymała pięć gwiazdek od dziennikarza wrestlingowego Dave’a Meltzera z Wrestling Observer Newsletter. Portal wwe.com umieścił tę walkę na 5. miejscu wśród najlepszych 22 walk w historii gali WrestleMania. Pod koniec stycznia 1995 stracił ponownie tytuł interkontynentalny na rzecz Jeffa Jarretta. W maju 1995 pokonując Jarretta odzyskał tytuł WWF Intercontinental Championship rozpoczynając trzecie panowanie nad mistrzostwem, jednak już pod koniec maja 1995 ponownie stracił go na rzecz Jarretta. Na gali In Your House 4 w październiku 1995 pokonał Deana Douglasa zdobywając po raz czwarty mistrzostwo interkontynentalne. W WWF występował do końca kwietnia 1996 prowadząc różne rywalizacje, należał również do stajni wrestlerów The Kliq obok Diesela (Kevin Nash), Huntera Hearsta Helmsleya (Triple H), The 1–2–3 Kida (Sean Waltman) oraz Shawna Michaelsa.

### Drugi kontrakt w World Championship Wrestling oraz inne promocje (1996 – 2002)
W WCW pojawił się pod koniec maja 1996 podczas jednego z show wśród tłumu widzów jako outsider. W czerwcu 1996 dołączył do niego Kevin Nash – obaj ogłosili, że dokonują przejęcia promocji WCW (kayfabe) – storyline ten odpowiadał w rzeczywistości rywalizacji pomiędzy federacją WCW a WWF (był to początek tzw. „Poniedziałkowych wojen” pomiędzy programami Monday Night Raw od WWF a Nitro od WCW). Nowy tag team Hall–Nash przyjął nazwę The Outsiders. Na gali Bash at the Beach (1996) dołączył do nich Hulk Hogan i tym samym cała trójka utworzyła stajnię New World Order. Niedługo potem dołączyli o nich Syxx oraz The Giant. Na gali Halloween Havoc (1996) The Outsiders sięgnęli po tytuł WCW World Tag Team Championship, tracąc go potem na rzecz The Steiner Brothers. Na gali World War 3 (1997) w listopadzie 1997 został zwycięzcą 60-osobowego World War 3 matchu eliminując jako ostatniego z ringu The Gianta. Pod koniec 1998 Hall został usunięty z New World Order przez Scotta Steinera, który przejął kontrolę nad New World Order w czasie nieobecności Hogana.
Na gali SuperBrawl IX w lutym 1999 zdobył kolejne mistrzostwo – WCW United States Heavyweight Championship, pokonując Roddy’ego Pipera, jednak później z powodu kontuzji stopy porzucił tytuł. Na początku listopada 1999 odzyskał tytuł WCW United States Heavyweight Championship, a następnie na gali Mayhem (1999) obronił tytuł WCW United States Heavyweight Championship oraz wygrał mistrzostwo WCW World Television Championship, jednak później oba tytuły zwakował. W grudniu 1999 wraz z Kevinem Nashem po raz kolejny (szósty raz) sięgnęli po mistrzostwo WCW World Tag Team Championship jednak po raz kolejny zwakował ten tytuł ze względu na kontuzję kolana. W lutym 2000 podczas gali SuperBrawl 2000 po raz ostatni pojawił się w WCW.
W 2000 pojawił się w Extreme Championship Wrestling (ECW), a w marcu 2001 New Japan Pro-Wrestling.

### Powrót do WWE oraz różne federacje (2002 – 2021)
W lutym 2002 powrócił po 6 latach do WWF. Pojawił się na gali No Way Out (2002) wraz z Kevinem Nashem i Hulkiem Hoganem jako odrodzona w ramach WWF stajnia New World Order. Następnie zaczął feudować ze Stone Coldem Steve’em Austinem. W maju 2002 Hall zacząć przejawiać swoje uzależnienie od alkoholu przez co pod koniec maja 2002 został zwolniony z WWE. Następnie występował w Total Nonstop Action Wrestling (2002–2005), oraz federacjach niezależnych jak Juggalo Championship Wrestling. W 2010 na chwilę powrócił do TNA gdzie wraz z Kevinem Nashem sięgnął po tytuł drużynowy TNA World Tag Team Championship w ramach tag teamu The Band. W czerwcu 2010 został zwolniony z TNA (stracił przy tym tytuł TNA World Tag Team Championship z Kevinem Nashem) ze względu na problemy osobiste i tym samym zaprzestał regularnych występów jako wrestler.
W dniu 5 kwietnia 2014 został wprowadzony do galerii sław WWE Hall of Fame. Na scenie podczas jego przemowy obecni byli Shawn Michaels, Triple H, X-Pac (Sean Waltman) i Kevin Nash. Pojawił się na gali WrestleMania XXX wraz z innymi zawodnikami wprowadzony do WWE Hall of Fame. W sierpniu 2014 pojawił się podczas jednego z odcinków Raw po raz pierwszy od odejścia z federacji w 2002 – odcinek ten poświęcony był 61. urodzinom Hulka Hogana. Na gali WrestleMania 31 w marcu 2015 po raz kolejny pojawił się wraz z Hulkiem Hoganem i Kevinem Nashem jako stajnia New World Order interweniując podczas walki Triple H’a ze Stingiem. Od 2015 do 2020 okazjonalnie pojawiał się w WWE oraz mniejszych federacjach niezależnych.
Po raz drugi został wprowadzony do galerii sław WWE Hall of Fame w 2021 jako część stajni New World Order wraz z Hulkiem Hoganem, Kevinem Nashem i Seanem Waltmanem za rok 2020 – ceremonia została przeniesiona z roku 2020 na 2021 ze względu na pandemię COVID-19.

### Inne media
Hall był okazjonalnie aktorem, pojawiał się również w programach telewizyjnych takich jak The Jerry Springer Show, gdzie wystąpił w gimmicku Razor Ramona. W 2013 pojawił się w programie dokumentalnym stacji HBO o tematyce sportowej Real Sports with Bryant Gumbel, gdzie opowiadał o swoim uzależnieniu i wychodzeniu z niego dzięki pomocy Diamond Dallas Page’a i Jake’a Robertsa. W 2015 pojawił się w filmie dokumentalnym The Resurrection of Jake the Snake, traktującym o karierze wrestlerskiej Jake’a Robertsa. Poniższe tabele przedstawiają produkcje filmowe i telewizyjne, w których Hall wziął udział:

#### Film i telewizja
| Film i telewizja | Film i telewizja                                                      | Film i telewizja | Film i telewizja             |
| Rok              | Tytuł                                                                 | Rola             | Uwagi                        |
| ---------------- | --------------------------------------------------------------------- | ---------------- | ---------------------------- |
| 1995             | The Jerry Springer Show                                               | jako Razor Ramon | 1 odcinek                    |
| 2011             | E:60                                                                  | On sam           | film dokumentalny; 1 odcinek |
| 2010             | Big Money Rustlas                                                     | Sign Guy         |                              |
| 2013             | Real Sports with Bryant Gumbel                                        | On sam           | 1 odcinek                    |
| 2015             | Larry King Show                                                       | On sam           | 1 odcinek                    |
| 2015             | The Resurrection of Jake the Snake                                    | On sam           | film dokumentalny            |
| 2016             | Table for 3                                                           | On sam           | 1 odcinek                    |
| 2019             | Travelling the Stars: Action Bronson and Friends Watch Ancient Aliens | On sam           | 1 odcinek                    |

#### Gry komputerowe

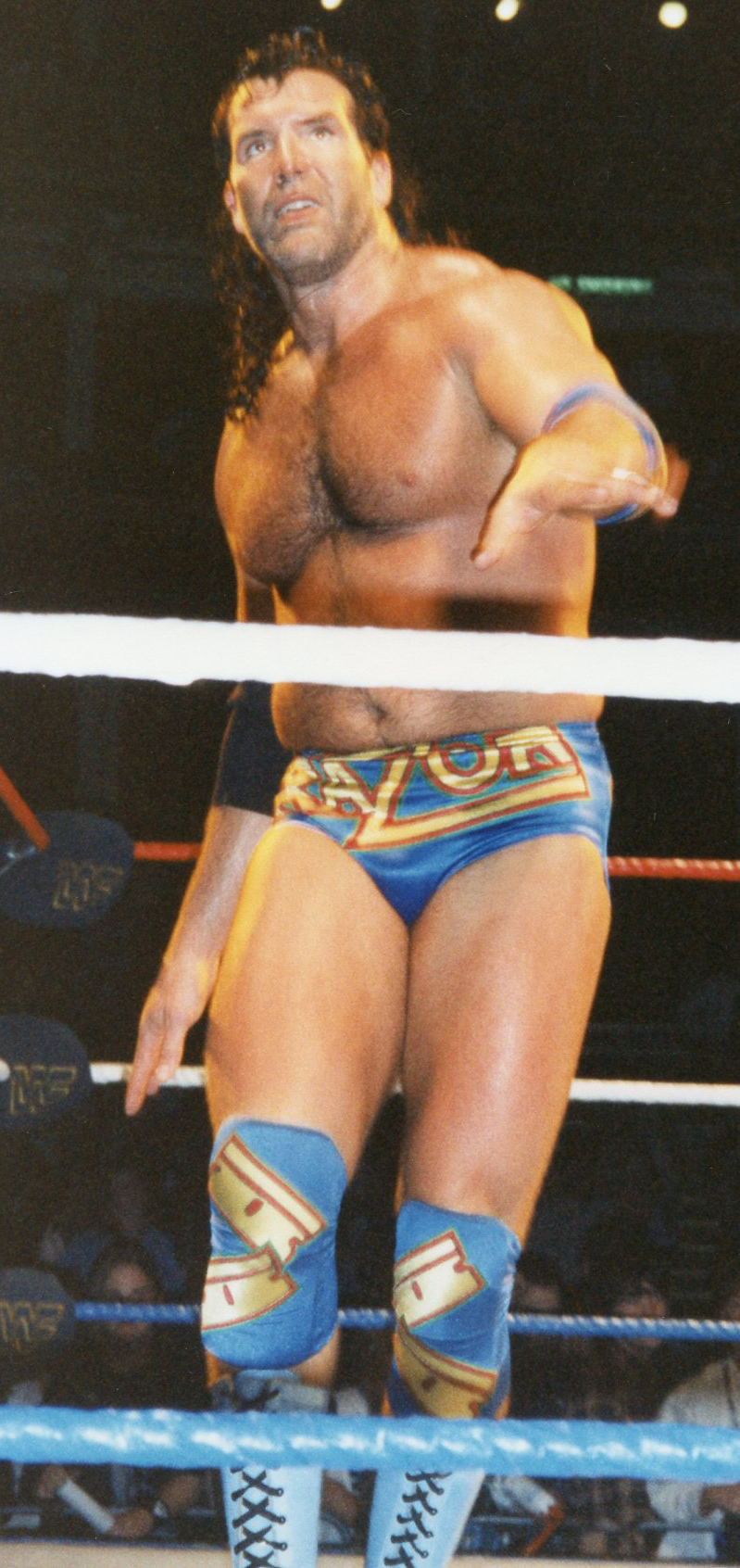
Hall jako Razor Ramon w 1995 w WWF.

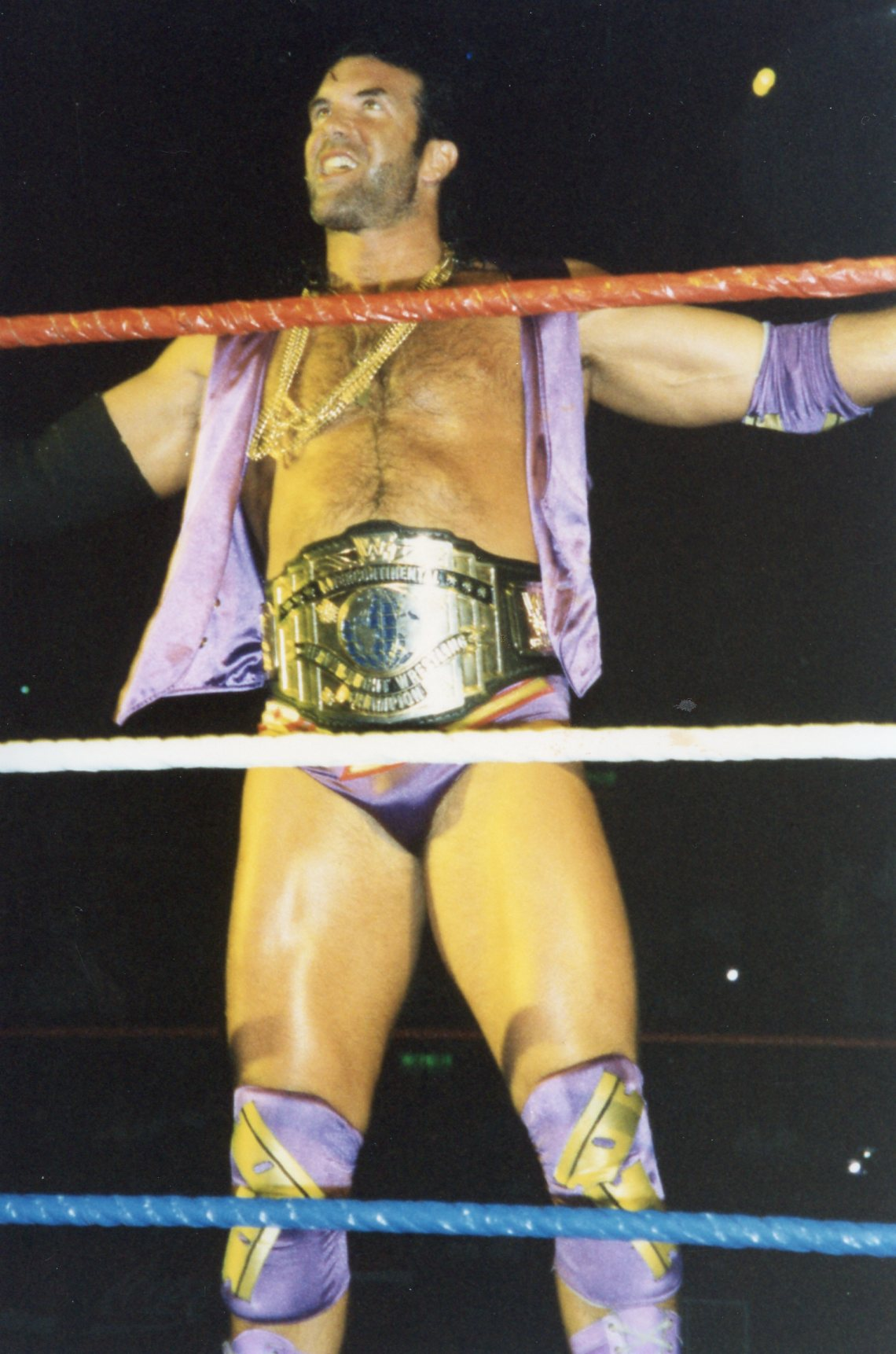
Razor Ramon z tytułem WWF Intercontinental Championship.

Jego postać w różnych gimmickach pojawiła się w wielu grach komputerowych. Poniższa lista przedstawia wszystkie gry komputerowe, w których pojawiła się jego osoba:

##### Gry komputerowe z serii WWF/WWE
| WWF/WWE | WWF/WWE                           | WWF/WWE                                            | WWF/WWE |
| Rok     | Tytuł                             | Uwagi                                              |         |
| ------- | --------------------------------- | -------------------------------------------------- | ------- |
| 1993    | WWF Royal Rumble                  | Debiut w serii gier od WWF Zawodnik na okładce gry |         |
| 1993    | WWF King of the Ring              | Zawodnik na okładce gry                            |         |
| 1993    | WWF Rage in the Cage              | Zawodnik na okładce gry                            |         |
| 1994    | WWF Raw                           | Zawodnik na okładce gry                            |         |
| 1995    | WWF WrestleMania: The Arcade Game | Zawodnik na okładce gry                            |         |
| 2001    | With Authority!                   |                                                    |         |
| 2002    | WWE WrestleMania X8               |                                                    |         |
| 2013    | WWE 2K14                          |                                                    |         |
| 2014    | WWE SuperCard                     |                                                    |         |
| 2015    | WWE 2K16                          |                                                    |         |
| 2016    | WWE 2K17                          |                                                    |         |
| 2017    | WWE Champions                     |                                                    |         |
| 2017    | WWE 2K18                          |                                                    |         |
| 2018    | WWE 2K19                          |                                                    |         |
| 2019    | WWE 2K20                          |                                                    |         |
| 2022    | WWE 2K22                          |                                                    |         |

##### Gry komputerowe z serii WCW

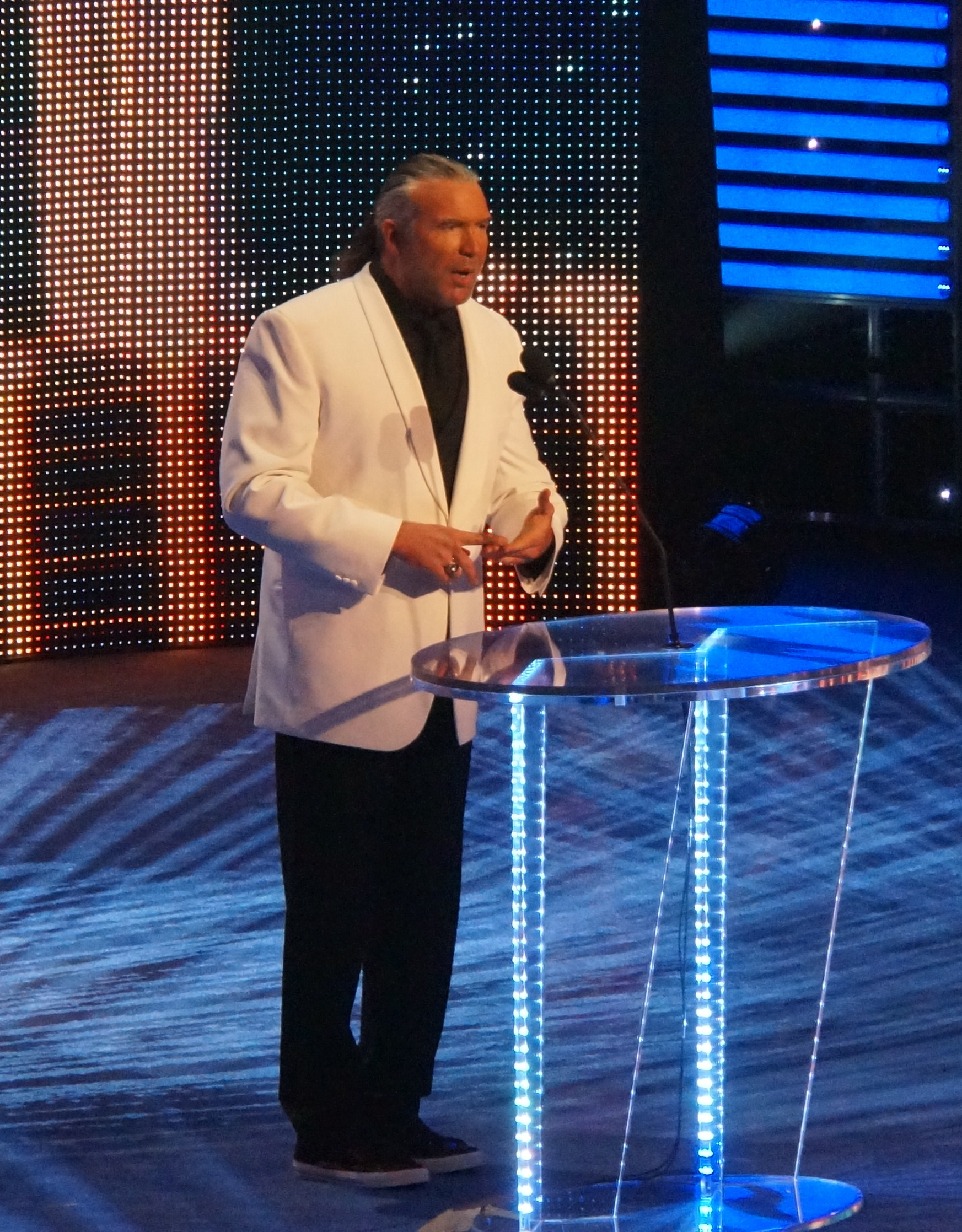
Scott Hall przemawiający podczas ceremonii włączenia jego osoby do galerii sław WWE Hall of Fame w 2014.

| WCW  | WCW                     | WCW                        | WCW |
| Rok  | Tytuł                   | Uwagi                      |     |
| ---- | ----------------------- | -------------------------- | --- |
| 1997 | WCW vs. nWo: World Tour | Debiut w serii gier od WCW |     |
| 1998 | WCW Nitro               |                            |     |
| 1998 | WCW/nWo Revenge         |                            |     |
| 1999 | WCW/nWo Thunder         |                            |     |
| 1999 | WCW Mayhem              |                            |     |
| 2000 | WCW Backstage Assault   |                            |     |

### Tytuły mistrzowskie i osiągnięcia
- American Wrestling Association
  - AWA World Tag Team Championship (1 raz) – z Curtem Hennigiem
- DDT Pro-Wrestling
  - Ironman Heavymetalweight Championship (1 raz)
- Pro Wrestling Illustrated
  - Walka roku (1994) vs Shawn Michaels w ladder matchu na gali WrestleMania X.
  - Największy progres roku (1992)
  - Tag team roku (1997) z Kevinem Nashem jako The Outsiders.
  - Sklasyfikowany na 7. miejscu wśród 500 wrestlerów w zestawieniu PWI 500 w 1994.
  - Sklasyfikowany na 72. miejscu wśród 500 najlepszych wrestlerów w zestawieniu PWI Years in 2003.
  - Sklasyfikowany na miejscu 40. oraz miejscu 98. wśród 100 najlepszych tag teamów w zestawieniu PWI Years (kolejno) z Kevinem Nashem i Curtem Hennigiem w 2003.
- Total Nonstop Action Wrestling
  - TNA World Tag Team Championship (1 raz) – z Kevinem Nashem i Erickiem Youngiem (Hall bronił mistrzostwa z Nashem lub Youngiem zgodnie z zasadą Freebird Rule.)
- United States Wrestling Association
  - USWA Unified World Heavyweight Championship (1 raz)
- World Championship Wrestling
  - WCW World Television Championship (1 raz)
  - WCW United States Heavyweight Championship (2 razy)
  - WCW World Tag Team Championship (7 razy) – z Kevinem Nashem (6 razy) i The Giantem (1 raz)
  - Zwycięzca 60-osobowego battle royal matchu na gali World War 3 (1997)
- World Wrestling Council
  - WWC Caribbean Heavyweight Championship (1 raz)
  - WWC Universal Heavyweight Championship (1 raz)
- World Wrestling Federation/WWE
  - WWF Intercontinental Championship (4 razy)
  - WWE Hall of Fame (wprowadzony dwukrotnie)
    - 2014 – indywidualnie
    - 2021 (za rok 2020) – jako członek stajni New World Order

  - Slammy Awards (2 razy)
    - Najbardziej spektakularna walka (Most Spectacular Match; 1994) vs Shawn Michaels w ladder matchu na gali WrestleMania X.
    - Walka roku (Match of the Year; 1996) vs Shawn Michaels na gali SummerSlam.
- Wrestling Observer Newsletter
  - Najlepsza walka w wrestlingu (1994) vs Shawn Michaels w ladder matchu na gali WrestleMania X.
  - Najlepszy gimmick (1996) Jako członek stajni New World Order.
  - Najbardziej odrażające zagranie (1998) Wytłumaczenie alkoholizmu Scotta Halla.

## Życie osobiste, problemy z prawem, problemy ze zdrowiem i śmierć
W 1983 po wyrwaniu broni mężczyźnie podczas kłótni przed klubem nocnym w Orlando na Florydzie, Hall został oskarżony o morderstwo drugiego stopnia po strzeleniu mężczyźnie w głowę z jego własnej broni. Hall zeznawał później, że zrobił to w samoobronie. Zarzuty zostały wycofane z powodu braku dowodów. W wywiadzie dla stacji ESPN w 2011 roku, Hall powiedział że nigdy nie mógł zapomnieć o tym incydencie. W 1998 został aresztowany po tym jak obmacywał 56-letnią kobietę przed hotelem w Baton Rouge w Luizjanie.
Hall był dwukrotnie żonaty. Z pierwszą żoną Daną Lee Burgio ma syna Cody’ego, który również jest wrestlerem oraz córkę Cassidy. Jego drugą żoną w latach 2006–2007 była Jessica Hart.
Jego problemy z narkotykami i alkoholem zostały upublicznione pod koniec lat 90. i zostały włączone do kontrowersyjnego storyline’u w WCW. Podczas gdy ta kontrowersyjna fabuła miała miejsce w WCW, Hall został aresztowany za prowadzenie limuzyny pod wpływem alkoholu przed klubem nocnym w Orlando na Florydzie, powodując szkody w wysokości 2000 dolarów amerykańskich.
W 2008 po raz kolejny został aresztowany w związku z atakiem fizycznym na komika Jimmy’ego Grahama, który żartował ze śmierci Owena Harta. Graham opisał incydent na swojej stronie MySpace, twierdząc, że Hall był pijany w czasie ataku. W maju 2010 po raz trzeci został aresztowany ze względu na stawianie oporu funkcjonariuszowi policji oraz za zakłócanie porządku publicznego. Według policyjnego raportu „Hall był agresywny pod wpływem alkoholu”.
Po zwolnieniu z TNA w 2010 roku Hall zgłosił się na odwyk opłacony przez WWE. Z ośrodka odwykowego wypisał się na początku października 2010. Kilka tygodni po tym, jak zgłosił się na odwyk, Hall miał wszczepiony w klatkę piersiową zarówno defibrylator, jak i rozrusznik serca. Był dwukrotnie hospitalizowany w 2010 roku z powodu obustronnego zapalenia płuc. W tym czasie Hall zaczął miewać napady padaczkowe i wkrótce zdiagnozowano u niego epilepsję w wyniku czego musiał codziennie przyjmować jedenaście różnych leków w celu leczenia problemów z sercem i napadami padaczkowymi. W 2011 był leczony szpitalnie z powodu problemów z sercem. Według raportów medycznych Hall był leczony po przedawkowaniu zarówno opioidów, jak i benzodiazepin.
Na początku kwietnia 2012 po raz kolejny został aresztowany w związku z rzekomą napaścią na swoją partnerkę Lisę Howell, która zeznała, że Hall miał ją dusić będąc pod wpływem alkoholu. Hall zaprzeczył zarzutom, a prokurator wycofał pozew, powołując się na niewystarczające dowody w tej sprawie.
Jego wieloletni przyjaciel – Kevin Nash stwierdził, że nadużywanie różnych substancji chemicznych przez Halla wynikało z zespołu stresu pourazowego, jakiego doznał kiedy został zmuszony do użycia broni palnej odebranej napastnikowi przeciwko niemu w samoobronie w 1983 roku. W październiku 2011 r. stacja sportowa ESPN wyemitowała film dokumentalny w ramach serii E:60, w którym zawarto szczegółowy opis doświadczeń Halla z narkotykami i alkoholem. Dokument zawierał wywiady z kilkoma członkami rodziny Halla, w tym z jego byłą żoną i synem Codym, a także kilkoma wybitnymi postaciami i bliskimi przyjaciółmi z branży wrestlingowej takimi jak: Hulk Hogan, Kevin Nash, Sean Waltman, Eric Bischoff i Stephanie McMahon.
Na początku 2013 roku były zawodowy zapaśnik Diamond Dallas Page zaprosił Halla do swojego domu celem „odbudowania życia Scotta Halla od podstaw… życia fizycznego, psychicznego, zawodowego i duchowego”. Page zainicjował również zbiórkę pieniędzy, w ramach której zebrano prawie 110 000 dolarów amerykańskich na operację biodra i zabiegów dentystycznych dla Halla.
W marcu 2022 roku trafił do szpitala po upadku i złamaniu biodra. Leżał nieruchomo na podłodze przez kilka dni zanim został znaleziony przez swojego przyjaciela Diamond Dallas Page’a, który zabrał go do szpitala. Po tym, jak Hall przeszedł operację wymiany stawu biodrowego, skrzep krwi w biodrze został usunięty co spowodowało, że Hall przeszedł kolejno trzy zawały serca w dniu 12 marca 2022. Następnie został podłączony do aparatury podtrzymującej życie w szpitalu WellStar Kennestone Hospital w Marietta w stanie Georgia. Został odłączony od aparatury podtrzymującej życie 14 marca 2022, kilka godzin później, po wizycie jego rodziny, która wydała zgodę na odłączenie Halla od aparatury. Zmarł w wieku 63 lat.
Cztery dni po śmierci Halla, Sean Waltman ujawnił magazynowi Wrestling Observer Newsletter, że Hall powrócił do nadużywania alkoholu w czasie pandemii COVID-19 ze względu na ograniczenie w tym czasie interakcji społecznych. Waltman wyjawił również, że Hall był w szczególnie złym stanie w noc poprzedzającą ceremonię wprowadzenia go do Hall of Fame w 2021 roku, a nawet stracił przytomność w barze, upijając się. Waltman stwierdził, że stan Halla pogorszył się w ciągu dwóch lat poprzedzających jego śmierć, i że zaproponował mu wspólne zamieszkanie w lutym 2022, aby pomóc mu w jego problemach zdrowotnych.
Scott Hall został pochowany 8 kwietnia 2022 na cmentarzu Trinity Church w St. Mary’s City w stanie Maryland (jego rodzinnym mieście), a w nabożeństwie pogrzebowym uczestniczyli m.in. wrestlerzy Kevin Nash, Sean Waltman, Triple H, Shawn Michaels i Diamond Dallas Page.